# Thranius infernalis
Thranius infernalis är en skalbaggsart som beskrevs av Masaki Matsushita 1933. Thranius infernalis ingår i släktet Thranius och familjen långhorningar.
Artens utbredningsområde är Taiwan. Inga underarter finns listade i Catalogue of Life.